# 普查尼
普查尼是蒙特內哥羅科托爾灣畔的一座小鎮。據2003年人口普查，普查尼有人口1244人。普查尼位於科托爾以西3英里處，是南亞德里亞海最重要的海事中心之一。普查尼擁有眾多頗具特色的古建築，是蒙特內哥羅主要觀光地之一。